# 積琪蓮·雅布倫斯基
積琪蓮·雅布倫斯基（英語：Jacquelyn Jablonski；1992年4月4日—），美國超級名模。擁有波蘭，德國和愛爾蘭血統，在一間咖啡廳被星探發現，之後帶著她的母親到紐約，2007年9月，雅布倫斯基走了她的第一個時裝秀在紐約布萊恩·雷耶斯。不久後，她參加了世界福特超模。
她是高級時裝品牌：Tommy Hilfiger、Hermes、Givenchy Beauty的代言人。積琪蓮上過Harper's Bazaar及Vogue Turkey等雜誌封面或內頁，也有參與Chanel、Gucci、Fendi等著名時裝及奢侈品的時裝展。